# Zbožíčko
Zbožíčko (deutsch Zboziczko, 1939–45 Kleingut) ist eine Gemeinde in Tschechien. Sie liegt fünf Kilometer östlich von Milovice und gehört zum Okres Nymburk.

## Geographie
Zbožíčko befindet sich beiderseits des Flüsschens Vlkava auf der Böhmischen Tafel. Nordwestlich des Dorfes liegt der ehemalige Militärflugplatz Boží Dar.
Nachbarorte sind Vanovice und Všejany im Norden, Straky im Nordosten, Čilec, Dvory im Südosten, Kačerov, Hronětice und Vápensko im Süden, Lysá nad Labem im Südwesten, Milovice im Westen sowie Boží Dar im Nordwesten.

## Geschichte
Die erste urkundliche Erwähnung von Zbožíčko erfolgte im Jahre 1410.
Nach der Aufhebung der Patrimonialherrschaften bildete Zbožíčko ab 1850 einen Ortsteil der Gemeinde Straky im Bezirk Poděbrady. Nordwestlich des Dorfes errichtete die k.u.k. Armee 1904 den Truppenübungsplatz Milowitz mit Schießplatz und großem Übungsgelände an der Stelle des Hofes Bozidar. 1914 entstand dort das Kriegsgefangenenlager Milowitz, in dem bis zu seiner Auflösung im Jahre 1916 46.000 Kriegsgefangene interniert waren. 1920 wurde Zbožíčko zu einer eigenständigen Gemeinde. 1934 kam die Gemeinde zum Okres Nymburk. Nach der deutschen Besetzung übernahm 1939 die Wehrmacht den Truppenübungsplatz Milowitz. Dieser wurde 1945 von der tschechoslowakischen Armee übernommen. Das Militärgelände wurde nach dem Einmarsch der Warschauer-Pakt-Staaten in die ČSSR von den Sowjets besetzt und von 1968 bis 1991 befand bei Milovice ein sowjetischer Truppenübungsplatz und der Militärflugplatz Boží Dar. Zwischen 1980 und 1991 war Zbožíčko wiederum ein Ortsteil von Straky. 1996 begann die Revitalisierung des Militärgeländes.

## Gemeindegliederung
Für die Gemeinde Zbožíčko sind keine Ortsteile ausgewiesen. Zu Zbožíčko gehört die Einschicht Kačerov.

## Sehenswürdigkeiten
- Kruzifix
- Nischenkapelle